# 2039
2039 (MMXXXIX) va fi un an obișnuit al calendarului gregorian, care va începe într-o zi de sâmbătă.

## Evenimente
- 21 iunie: Eclipsă solară deasupra emisferei nordice
- 7 noiembrie: Tranzitul lui Mercur